# هفت کشور (اوستا)
هفت کشور یا هفت بوم یا هفت اقلیم اشاره به هفت کشوری دارد که در اوستا به آنها اشاره شده‌است. آریاییان مرو را کَرشوَر یا اقلیم تقسیم کرده‌بودند. احتمالاً اَرزهی نشان‌دهندهٔ کوهستان‌هایی بود که بخش مرو را از سوی غرب محدود می‌کرد، یعنی کوهستان‌های هیرکانی پیرامون دریای مازندران. سرزمین‌های شمالی و جنوبی دیگر شناخته‌شده نیستند و در سنت اوستائی از روزگار پیش تنها نام‌هایی بودند بدون معنا. طبیعی است که این سرزمین‌ها را باید در دشت‌های اسکیت‌ها در شمال و جنوب شرقی ایران جستجو کرد. در گاتها (یسنای ۳۲، بند۳) نیز از هفت اقلیم سخن رفته‌است ولی نام آنها ذکر نشده‌است.